# The Chronological Classics: Bennie Moten's Kansas City Orchestra 1923-1927
| Recensione | Giudizio |
| ---------- | -------- |
| AllMusic   | [ 1 ]    |

The Chronological Classics: Bennie Moten's Kansas City Orchestra 1923-1927 è una Compilation del pianista e direttore d'orchestra swing Bennie Moten, pubblicato dall'etichetta discografica francese Classics Records nel 1990.

## Tracce

### CD
1. Elephant's Wobble – 3:05 (Bennie Moten) – Registrato nel settembre 1923 a St. Louis, Missouri
2. Crawdad Blues – 2:49 (Bennie Moten) – Registrato nel settembre 1923 a St. Louis, Missouri
3. South – 2:43 (Bennie Moten, Thamon Hayes) – Registrato (circa) 29 novembre 1924 a St. Louis, Missouri
4. Vine Street Blues – 2:59 (Bennie Moten Orchestra) – Registrato (circa) 29 novembre 1924 a St. Louis, Missouri
5. Tulsa Blues – 2:47 (Bennie Moten) – Registrato (circa) 29 novembre 1924 a St. Louis, Missouri
6. Goofy Dust – 2:34 (Autore ignoto) – Registrato (circa) 29 novembre 1924 a St. Louis, Missouri
7. Baby Dear – 2:47 (Bennie Moten, Thamon Hayes) – Registrato (circa) 29 novembre 1924 a St. Louis, Missouri
8. She's Sweeter Than Sugar – 2:28 (Bennie Moten, Thamon Hayes) – Registrato (circa) 14 maggio 1925 a Kansas City, Missouri
9. South Street Blues – 2:41 (Bennie Moten Orchestra) – Registrato (circa) 14 maggio 1925 a Kansas City, Missouri
10. Sister Honky Tonk – 2:32 (Bennie Moten, Thamon Hayes) – Registrato (circa) 14 maggio 1925 a Kansas City, Missouri
11. As I Like It – 2:46 (Bennie Moten, Thamon Hayes) – Registrato (circa) 14 maggio 1925 a Kansas City, Missouri
12. Things Seem So Blue to Me – 3:07 (Bennie Moten, Thamon Hayes) – Registrato (circa) 14 maggio 1925 a Kansas City, Missouri
13. 18th Street Strut – 2:56 (Bennie Moten Orchestra) – Registrato (circa) 14 maggio 1925 a Kansas City, Missouri
14. Kater Street Rag – 2:29 (Bennie Moten Orchestra) – Registrato (circa) 14 maggio 1925 a Kansas City, Missouri
15. Thick Lip Stomp – 2:48 (Bennie Moten) – Registrato il 13 dicembre 1926 a Chicago, Illinois
16. Harmony Blues – 3:30 (Bennie Moten) – Registrato il 13 dicembre 1926 a Chicago, Illinois
17. Kansas City Shuffle – 2:47 (Bennie Moten) – Registrato il 13 dicembre 1926 a Chicago, Illinois
18. Yazoo Blues – 2:43 (Bennie Moten) – Registrato il 13 dicembre 1926 a Chicago, Illinois
19. White Lightnin' Blues – 3:30 (Bennie Moten) – Registrato il 13 dicembre 1926 a Chicago, Illinois
20. Muscle Shoals Blues – 3:23 (George W. Thomas) – Registrato il 14 dicembre 1926 a Chicago, Illinois
21. Midnight Mama – 2:57 (Jelly Roll Morton) – Registrato il 14 dicembre 1926 a Chicago, Illinois
22. Missouri Wobble – 3:07 (Bennie Moten) – Registrato il 14 dicembre 1926 a Chicago, Illinois
23. Sugar – 2:47 (Maceo Pinkard) – Registrato l'11 giugno 1927 a Chicago, Illinois
24. Dear Heart – 3:11 (LaForest Dent) – Registrato l'11 giugno 1927 a Chicago, Illinois

## Musicisti
Elephant's Wobble / Crawdad Blues

Bennie Moten's Kansas City Orchestra
- Bennie Moten – piano, direttore orchestra
- Lammar Wright – cornetta
- Thamon Hayes – trombone
- Woody Walder – clarinetto, sassofono tenore, kazoo
- Sam Tall – banjo
- Willie Hall – batteria

South / Vine Street Blues / Tulsa Blues / Goofy Dust / Baby Dear

Bennie Moten's Kansas City Orchestra
- Bennie Moten – piano, direttore orchestra
- Lammar Wright – cornetta
- Harry Cooper – cornetta
- Thamon Hayes – trombone
- Harlan Leonard – clarinetto, sassofono alto
- Woody Walder – clarinetto, sassofono tenore
- Sam Tall – banjo
- Willie Hall – batteria

She's Sweeter Than Sugar / South Street Blues / Sister Honky Tonk / As I Like It / Things Seem So Blue to Me / 18th Street Strut / Kater Street Rag

Bennie Moten's Kansas City Orchestra
- Bennie Moten – piano, direttore orchestra
- William Little, Jr. – voce (brano: She's Sweeter Than Sugar)
- Lammar Wright – cornetta
- Harry Cooper – cornetta
- Thamon Hayes – trombone
- Harlan Leonard – clarinetto, sassofono alto
- Woody Walder – clarinetto, sassofono tenore
- LaForest Dent – banjo
- Vernon Page – tuba
- Willie Hall – batteria

Thick Lip Stomp / Harmony Blues / Kansas City Shuffle / Yazoo Blues / White Lightnin' Blues

Bennie Moten's Kansas City Orchestra
- Bennie Moten – piano, direttore orchestra
- Lammar Wright – cornetta
- Thamon Hayes – trombone
- Harlan Leonard – clarinetto, sassofono alto
- LaForest Dent – sassofono alto, sassofono baritono
- Woody Walder – clarinetto, sassofono tenore
- Sam Tall – banjo
- Vernon Page – tuba
- Willie McWashington – batteria

Muscle Shoals Blues / Midnight Mama / Missouri Wobble

Bennie Moten's Kansas City Orchestra
- Bennie Moten – piano, direttore orchestra
- Lammar Wright – cornetta
- Thamon Hayes – trombone
- Harlan Leonard – clarinetto, sassofono alto
- LaForest Dent – sassofono alto, sassofono baritono
- Woody Walder – clarinetto, sassofono tenore
- Sam Tall – banjo
- Vernon Page – tuba
- Willie McWashington – batteria

Sugar / Dear Heart

Bennie Moten's Kansas City Orchestra
- Bennie Moten – piano, direttore orchestra
- Ed Lewis – cornetta
- Paul Webster – cornetta
- Thamon Hayes – trombone, voce
- Harlan Leonard – clarinetto, sassofono soprano, sassofono alto
- Jack Washington – clarinetto, sassofono alto, sassofono baritono
- Woody Walder – clarinetto, sassofono tenore
- LaForest Dent – sassofono alto, sassofono tenore, voce
- Leroy Berry – banjo
- Vernon Page – tuba
- Willie McWashington – batteria[2]